# Quản gia

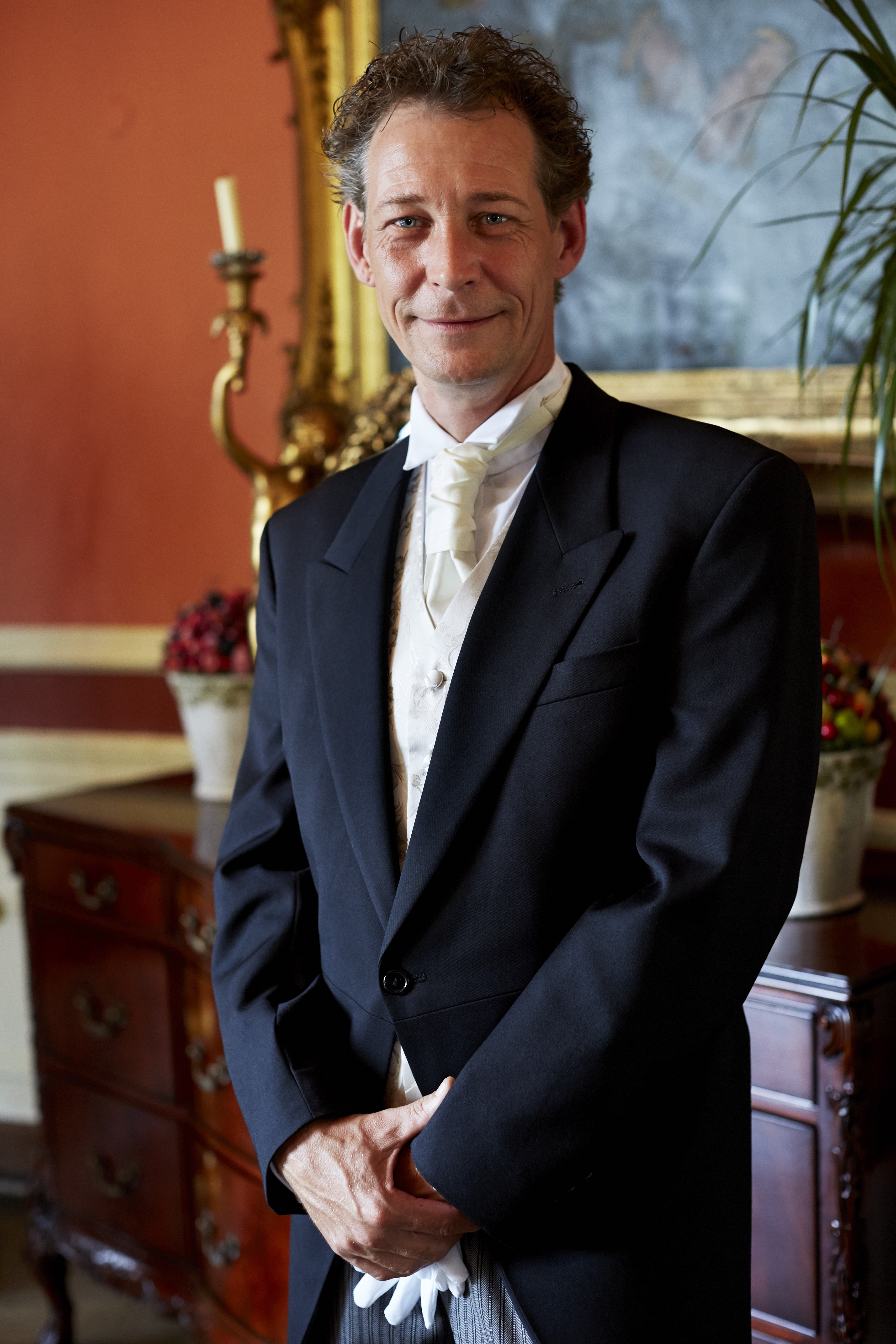
Chân dung một người quản gia thời nay

Quản gia (Butler) hay người quản gia (Housekeeper) là người làm việc trong một ngôi nhà có điều kiện, sang trọng để phục vụ cho gia chủ và là người giúp việc trong một hộ gia đình lớn. Trong những căn dinh thự, gia đình quyền quý đôi khi được chia thành các phòng lớn và giao quản gia phụ trách phòng ăn, hầm rượu và phòng trữ thức ăn. Một số người cũng phụ trách toàn bộ tầng phòng khách và Người giúp việc chăm sóc toàn bộ ngôi nhà và diện mạo của ngôi nhà. Một vị quản gia thường là nam và phụ trách những người hầu nam, trong khi một bà quản gia (Housekeeper) thường là nữ và phụ trách những người hầu nữ. Theo truyền thống, những người hầu nam (như các những người đảm nhiệm các công việc "chân chạy") được trả lương cao hơn và có địa vị cao hơn những người hầu nữ. Người quản gia, là người hầu nam cao cấp, có địa vị người hầu cao cấp nhất, nam quản gia đôi khi cũng kiêm luôn nghề tài xế cho chủ. Trong những ngôi nhà lớn nhất hoặc khi chủ sở hữu nhiều hơn một nơi cư trú, đôi khi có một người quản lý bất động sản có cấp bậc cao hơn quản gia. Quản gia cũng có thể được hỗ trợ thông qua một trợ lý giúp việc cho quản gia. Người nữ quản gia chịu trách nhiệm giám sát nhân viên vệ sinh của một ngôi nhà, nữ quản gia cũng có thể tự mình thực hiện nhiệm vụ làm vệ sinh.

## Đại cương
Từ khi chế độ nô lệ bắt đầu xuất hiện ở Hoa Kỳ, vào đầu thế kỷ XVII thì người Mỹ gốc Phi đã được giao nhiệm vụ làm người giúp việc trong gia đình. Một số người cuối cùng đã trở thành quản gia. Gary Puckrein, một nhà sử học xã hội, lập luận rằng những người được sử dụng trong những ngôi nhà đặc biệt giàu có đã thực sự tiếp thu các loại chuẩn mực "tinh tế" và cá tính phản ánh rất nhiều đến địa vị xã hội của chủ nhân hoặc bà chủ. Một trong những cuốn sách đầu tiên do một người Mỹ gốc Phi viết và xuất bản thông qua một nhà xuất bản thương mại của Hoa Kỳ là của một quản gia tên là Robert Roberts. Cuốn sách The House Servant's Directory, lần đầu tiên xuất bản năm 1827, về cơ bản là một cuốn sách hướng dẫn dành cho quản gia và bồi bàn, và được Puckrein gọi là "cuốn sách đáng chú ý nhất của một người Mỹ gốc Phi ở Hoa Kỳ thời tiền chiến". Cuốn sách đã tạo ra sự quan tâm đến mức ấn bản thứ hai được xuất bản vào năm 1828 và ấn bản thứ ba vào năm 1843. Những người châu Âu đã thành lập một đội ngũ người giúp việc gia đình mà sau này được tuyển dụng làm quản gia. Mặc dù không phải là nạn nhân của chế độ nô lệ được thể chế hóa, nhiều người trong số họ không tình nguyện làm người giúp việc gia đình, nhưng bị buộc phải làm vì nợ nần hoặc bị ép buộc. Giống như nô lệ người Mỹ gốc Phi, họ có thể thăng tiến trong công việc gia đình, và hạnh phúc hay đau khổ của họ phụ thuộc rất nhiều vào thái độ của chủ nhân.
Bắt đầu từ khoảng đầu những năm 1920 (sau Chiến tranh thế giới thứ nhất), việc làm trong các ngành dịch vụ gia đình bắt đầu suy giảm mạnh ở các nước Tây Âu, và thậm chí còn suy giảm rõ rệt hơn ở Hoa Kỳ. Mặc dù vậy, vẫn có khoảng 30.000 quản gia được tuyển dụng tại Vương quốc Anh vào Chiến tranh thế giới thứ hai. Người ta ước tính rằng chỉ còn khoảng một trăm người ở lại vào giữa những năm 1980. Nhà sử học xã hội Barry Higman lập luận rằng số lượng lớn người giúp việc gia đình trong một xã hội tương quan với mức độ bất bình đẳng xã hội-kinh tế cao. Ngược lại, khi một xã hội trải qua quá trình cân bằng giữa các tầng lớp xã hội của mình, số lượng người làm việc trong dịch vụ gia đình giảm xuống. Sau những thay đổi và chuyển dịch khác nhau đi kèm với toàn cầu hóa tăng tốc bắt đầu từ cuối những năm 1980, nhu cầu chung về quản gia trên toàn cầu kể từ đầu thiên niên kỷ đã tăng lên đáng kể. Theo Charles MacPherson, Chủ tịch của Charles MacPherson Associates và chủ sở hữu của Học viện quản gia và quản lý hộ gia đình Charles MacPherson, nguyên nhân trực tiếp là số lượng triệu phú và tỷ phú đã tăng lên trong những năm gần đây và những người như vậy thấy rằng họ mong muốn được hỗ trợ trong việc quản lý hộ gia đình của mình. MacPherson nhấn mạnh rằng số lượng người giàu có ở Trung Quốc đã tăng lên đặc biệt, tạo ra nhu cầu cao ở quốc gia đó đối với những quản gia chuyên nghiệp đã được đào tạo theo truyền thống quản gia châu Âu. Nhu cầu về những người quản gia như vậy cũng ngày càng tăng ở các quốc gia Châu Á khác, Ấn Độ và Trung Đông giàu nguồn dầu mỏ.

## Chú thích

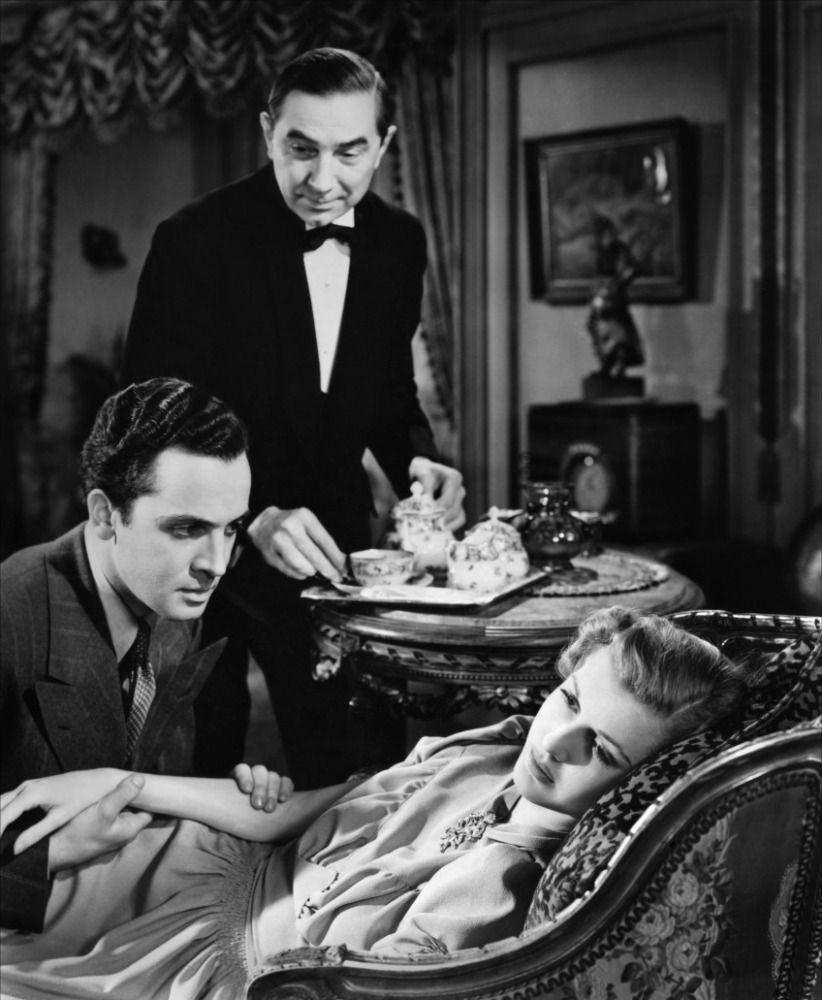
Người quản gia (mặc áo vest đen) trong một bộ phim đen trắng

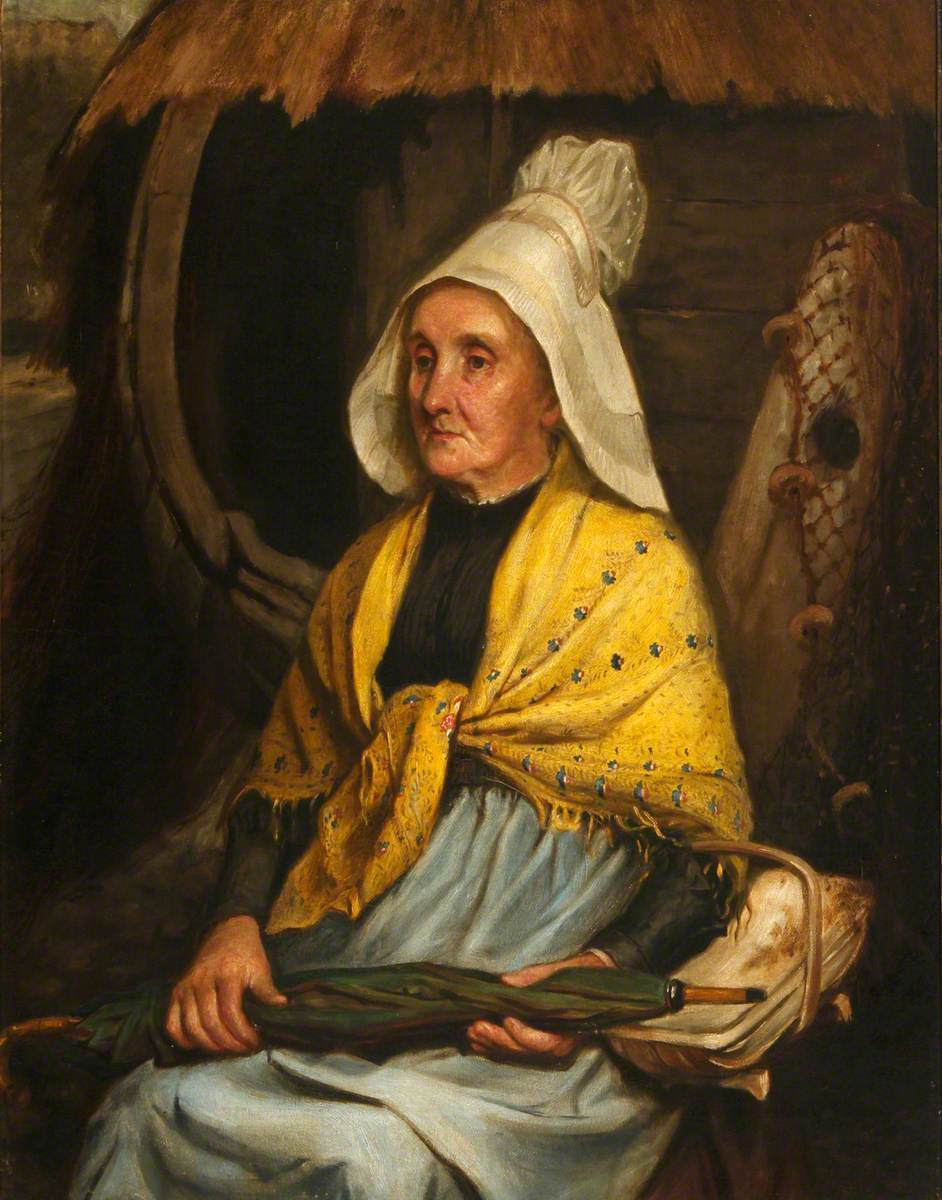
Họa phẩm về một nữ quản gia